# 하와이 귀고리

하와이 귀고리

일반위상수학에서 하와이 귀고리(Hawaiʻi-, 영어: Hawaiian earring)는 여러 특이한 성질들을 보이는 위상 공간이다.

## 정의
하와이 귀고리는 유클리드 평면 속의 다음과 같은 부분 공간이다.
{\displaystyle H=\bigcup _{n\in \mathbb {Z} ^{+}}\left\{(x,y)\in \mathbb {R} ^{2}\colon (x-1/n)^{2}+y^{2}=1/n^{2}\right\}}
하와이 귀고리는 유클리드 평면의 부분 공간이므로, 거리 공간 구조를 갖는다.
이는 {\displaystyle (0,1)\times \mathbb {Z} }의 알렉산드로프 콤팩트화와 위상 동형이다.

## 성질
하와이 귀고리는 다음 성질들을 가진다.
- 완비 거리 공간이다.
- 콤팩트 공간이다.
- 경로 연결 공간이다.
- CW 복합체의 호모토피 유형을 갖지 않는다.
- 반국소 단일 연결 공간(영어: semilocally simply connected space)이 아니다.

하와이 귀고리는 가산 무한 개의 원들의 쐐기합과 위상 동형이 아니다. (후자는 콤팩트 공간이 아니며 CW 복합체이다.)
하와이 귀고리의 기본군 {\displaystyle \pi _{1}(H)}은 다음과 같은 성질을 갖는다.
- 비가산군이다.
- 자유군이 아니다. 그러나 가산 무한 집합 위의 자유군을 고유 부분군으로 갖는다.
- {\displaystyle \pi _{1}(H)/N\cong \mathbb {Z} ^{\aleph _{0}}}인 정규 부분군 {\displaystyle N\triangleleft \pi _{1}(H)}이 존재한다. 몫군 {\displaystyle \mathbb {Z} ^{\aleph _{0}}}은 베어-슈페커 군(영어: Baer–Specker group)이라고 하며, 무한 순환군의 가산 무한 개의 직접곱이다 (직합이 아니다).

## 참고 문헌
- Steen, Lynn Arthur; Seebach, J. Arthur, Jr. (1978). 《Counterexamples in topology》 (영어) 2판. Springer. doi:10.1007/978-1-4612-6290-9. ISBN 978-0-387-90312-5. MR 507446. Zbl 0386.54001.
- Cannon, J. W.; Conner, G. R. (2000). “The big fundamental group, big Hawaiian earrings, and the big free groups”. 《Topology and its Applications》 (영어) 106 (3): 273–291. doi:10.1016/S0166-8641(99)00104-2.
- Conner, G.; Spencer, K. (2005). “Anomalous behavior of the Hawaiian earring group”. 《Journal of Group Theory》 (영어) 8 (2): 223–227. doi:10.1515/jgth.2005.8.2.223.
- Cannon, J. W.; Conner, G. R. (2000). “The combinatorial structure of the Hawaiian earring group” (PDF). 《Topology and its Applications》 (영어) 106 (3): 225–271. MR 1775709. 2003년 8월 24일에 원본 문서 (PDF)에서 보존된 문서. 2016년 1월 11일에 확인함.
- Eda, Katsuya (2002). “The fundamental groups of one-dimensional wild spaces and the Hawaiian earring”. 《Proceedings of the American Mathematical Society》 (영어) 130 (5): 1515–1522. doi:10.1090/S0002-9939-01-06431-0.
- Eda, Katsuya; Kawamura, Kazuhiro (2000). “The singular homology of the Hawaiian earring”. 《Journal of the London Mathematical Society》 (영어) 62 (1): 305–310. doi:10.1112/S0024610700001071.
- Fabel, P. (2005). “The topological Hawaiian earring group does not embed in the inverse limit of free groups”. 《Algebraic & Geometric Topology》 (영어) 5: 1585–1587. arXiv:math/0501482. doi:10.2140/agt.2005.5.1585.
- Morgan, J. W.; Morrison, I. (1986). “A van Kampen theorem for weak joins”. 《Proceedings of the London Mathematical Society》 (영어) 53 (3): 562–576. doi:10.1112/plms/s3-53.3.562.